# Travemünde

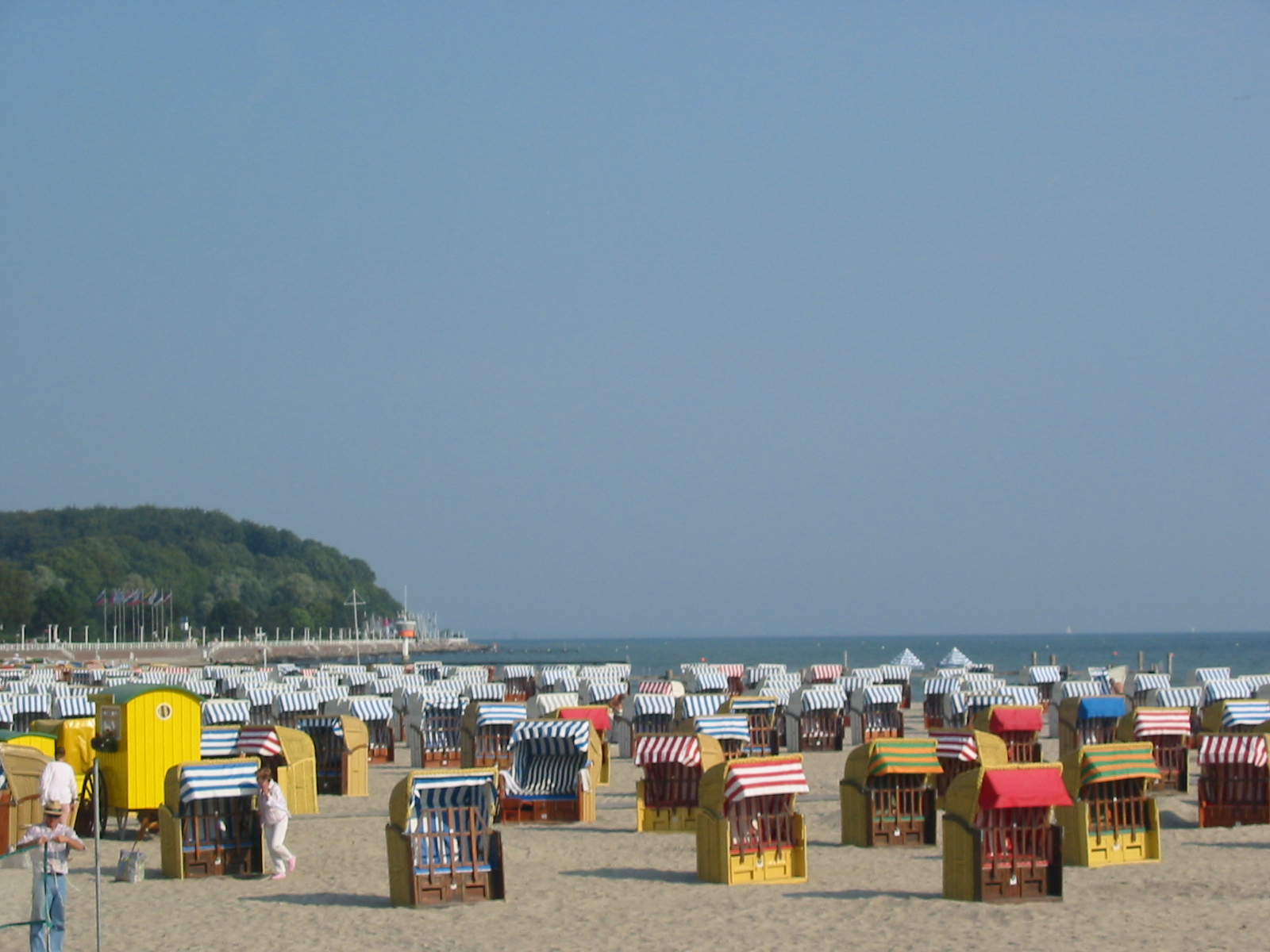
Spiaggia di Travemünde, con le caratteristiche sedie da spiaggia a baldacchino (Strandkörbe in tedesco)

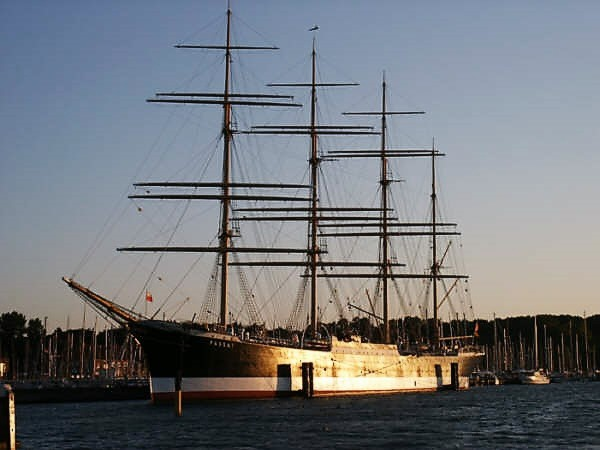
Veliero Passat a Travemünde

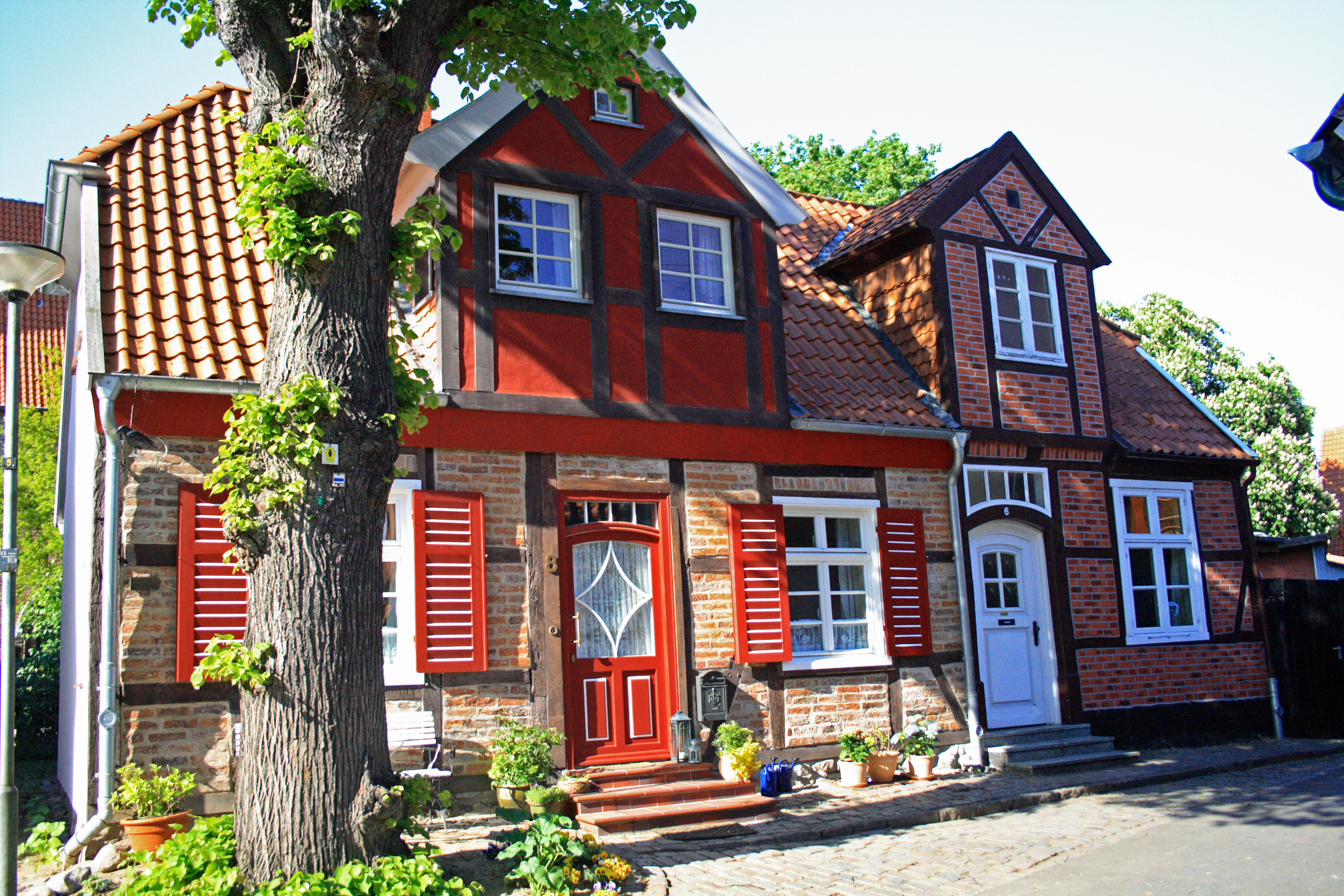
Travemünde: edifici a graticcio nellAltstadt ("città vecchia")

Travemünde è un distretto di Lubecca, in Germania, alla foce del fiume Trave nella Baia di Lubecca.
Famosa meta balneare del turismo locale sia attualmente che già in passato. Infatti Travemünde era un vecchio resort balneare (già dal 1802) ed è ad oggi il più grande porto di traghetti tedesco sul mar Baltico, con destinazioni per Svezia, Finlandia ed Estonia. 
L'annuale Travemünder Woche è una tradizionale settimana di regate. L'annuale Sand festival (festival delle sculture di sabbia) a Travemünde è conosciuto come Sand World.

## Storia
Travemünde nacque come roccaforte costruita da Enrico il Leone, duca di Sassonia, nel XII secolo per sorvegliare la foce del fiume, e i Danesi successivamente la fortificarono. Divenne una città nel 1317 e nel 1329 passò sotto il controllo della città libera di Lubecca. Le sue fortificazioni furono demolite nel 1807.

## Letteratura
Il resort -  del XIX secolo - è evocato da Thomas Mann nel suo romanzo I Buddenbrook: decadenza di una famiglia: in particolare nella sequenza letteraria in cui sono descritte le vacanze di Antonie Buddenbrook.
Travemünde è raffigurata da Mann come luogo di libertà, felicità e - nel caso di Antonie - amore, in contrasto con i problemi della vita quotidiana.

## Luoghi d'interesse
- Il faro è del 1539 ed è il più antico sulla costa baltica tedesca.
- La nave Passat, un Flying P-Liner e nave-museo ancorata alla foce del fiume Trave.
- Il famoso Kurhaus Hotel, ad oggi facente parte della catena alberghiera Arosa, progettato dall'architetto Joseph Christian Lillie
- La passeggiata lungo il fiume Trave e il porto, la nota Vorderreihe.

## Galleria d'immagini

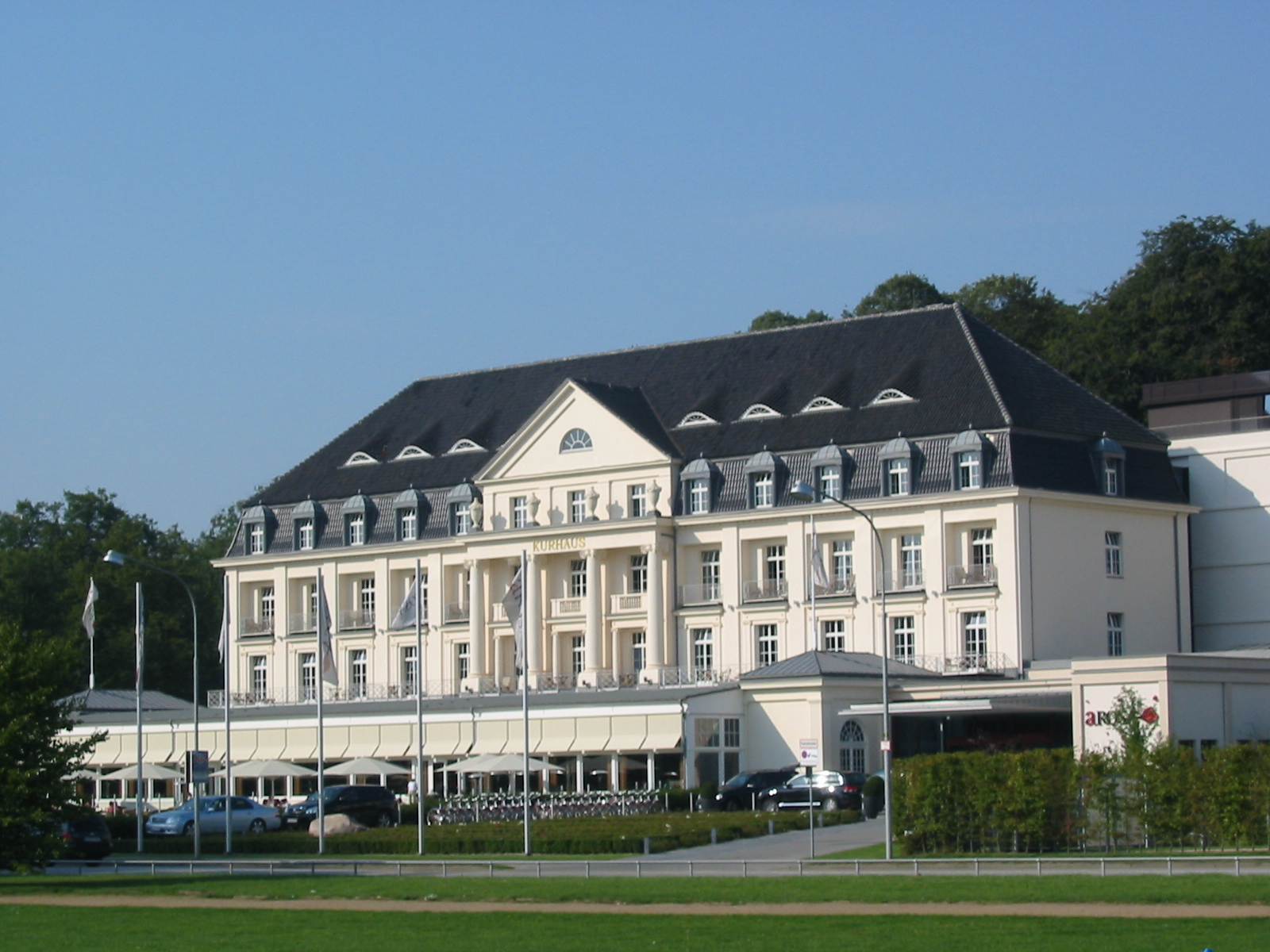
Kurhaus hotel, disegnato dall'architetto Joseph Christian Lillie
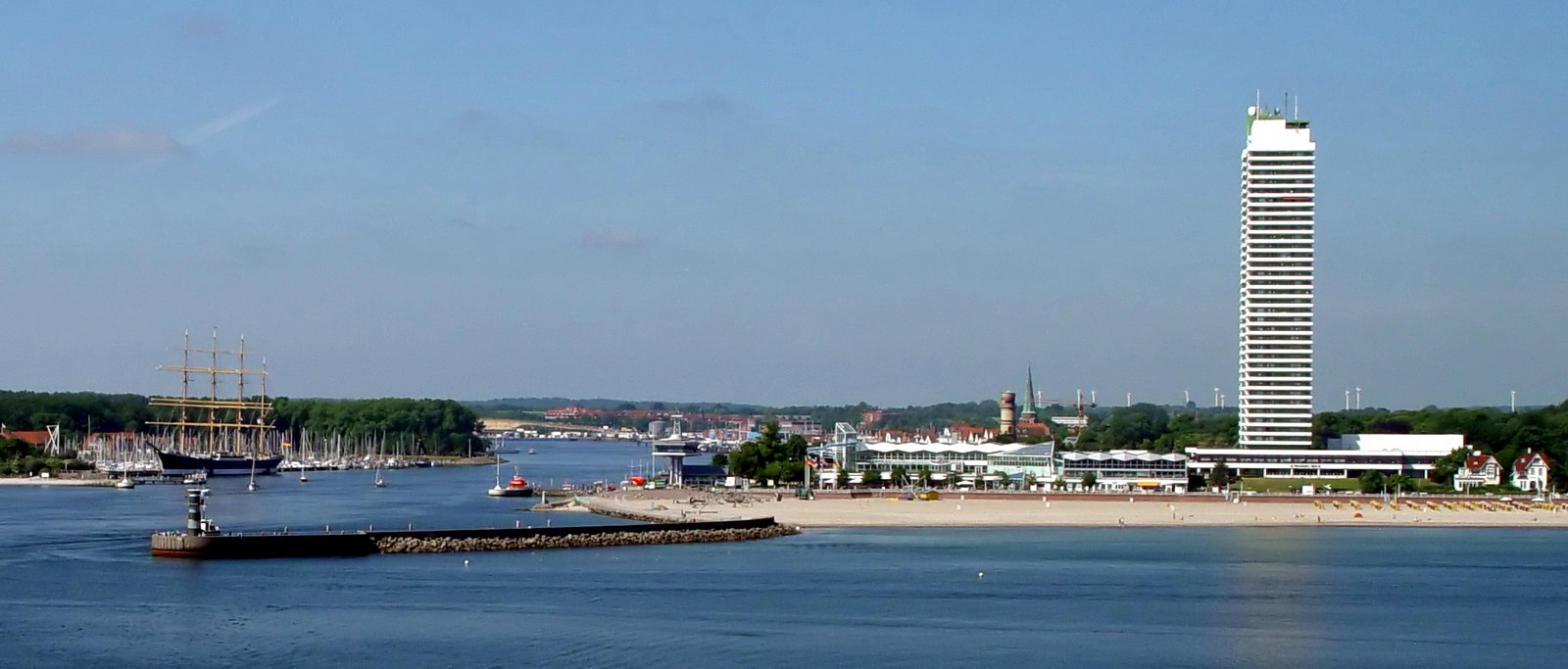
Foce del fiume Trave
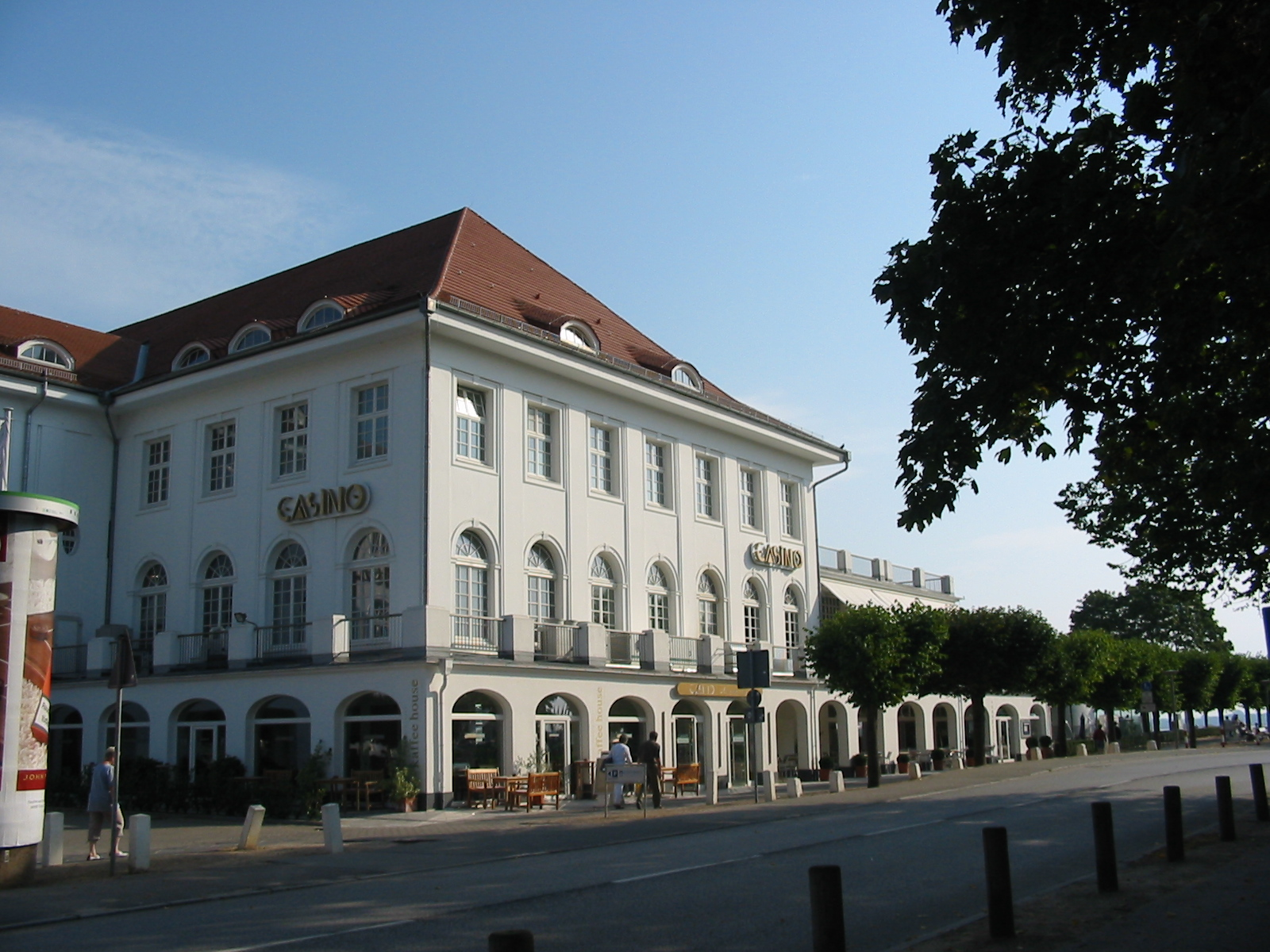
L'Ex-casinò di Travemünde, oggi Albergo Columbia.
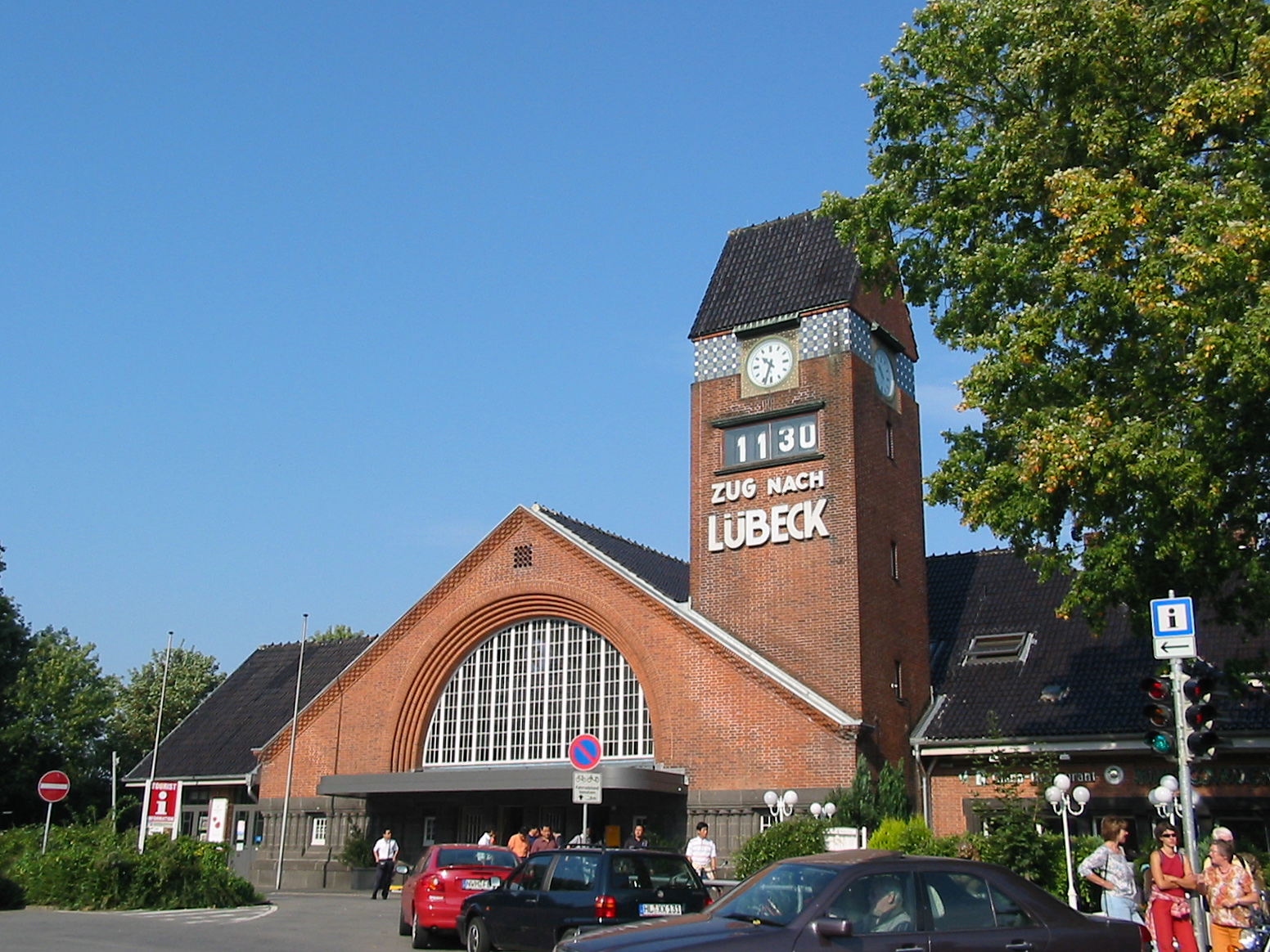
Stazione ferroviaria di Travemünde, che mostra l'orario del successivo treno per Lubecca.
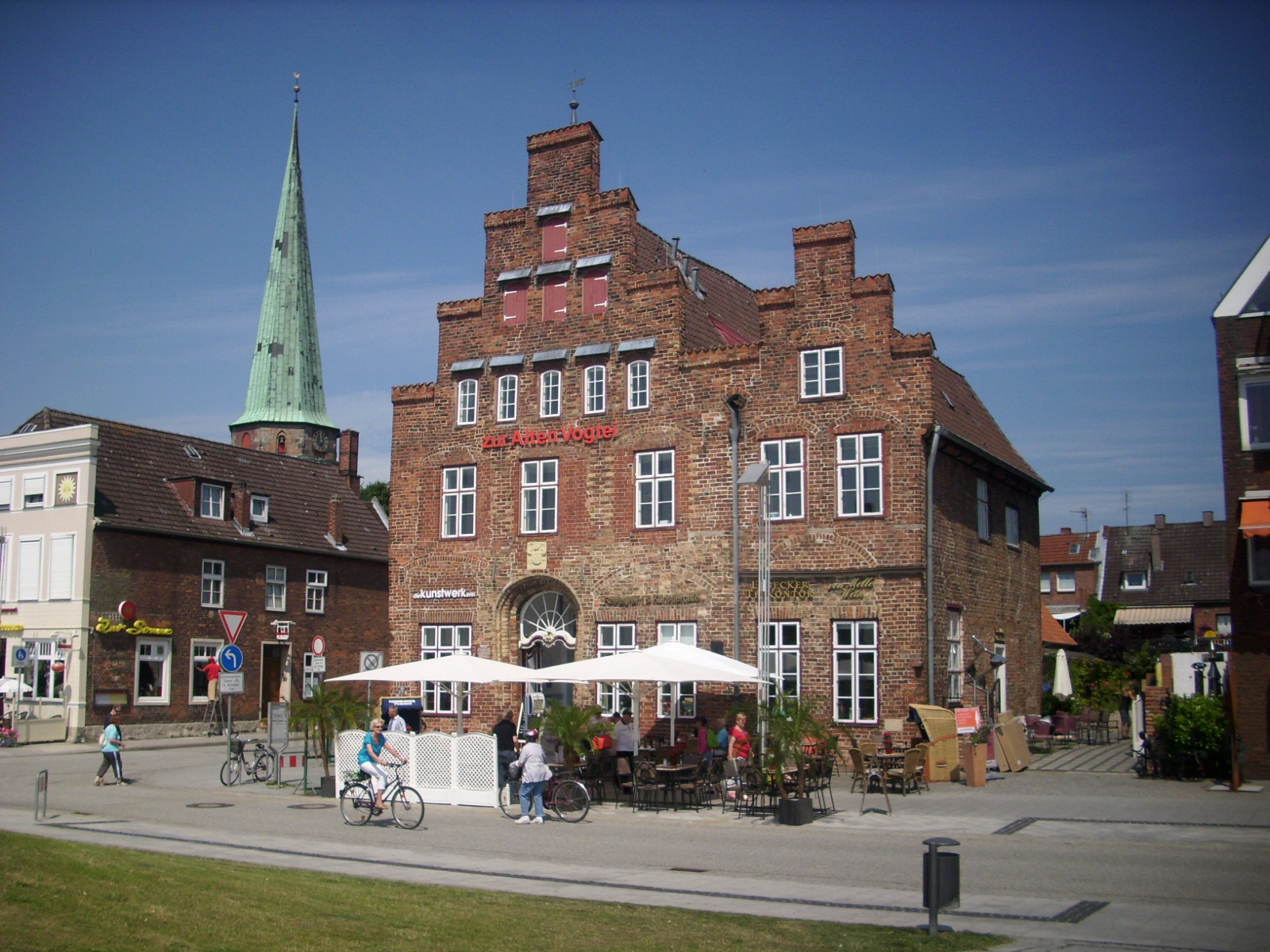
Palazzo del balivo dal 1551.
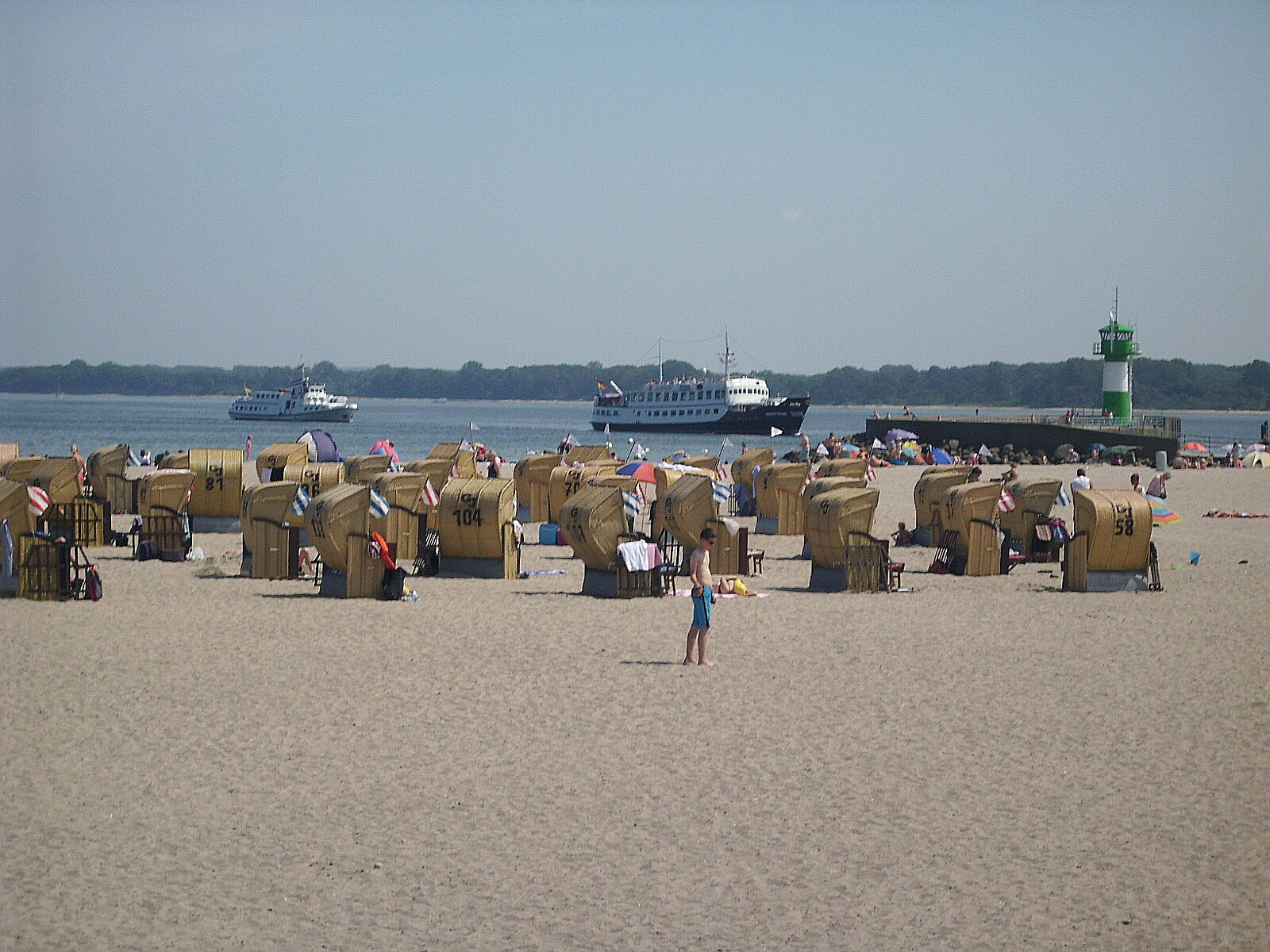
Battelli d'escursione e le tipiche poltrone da spiaggia.
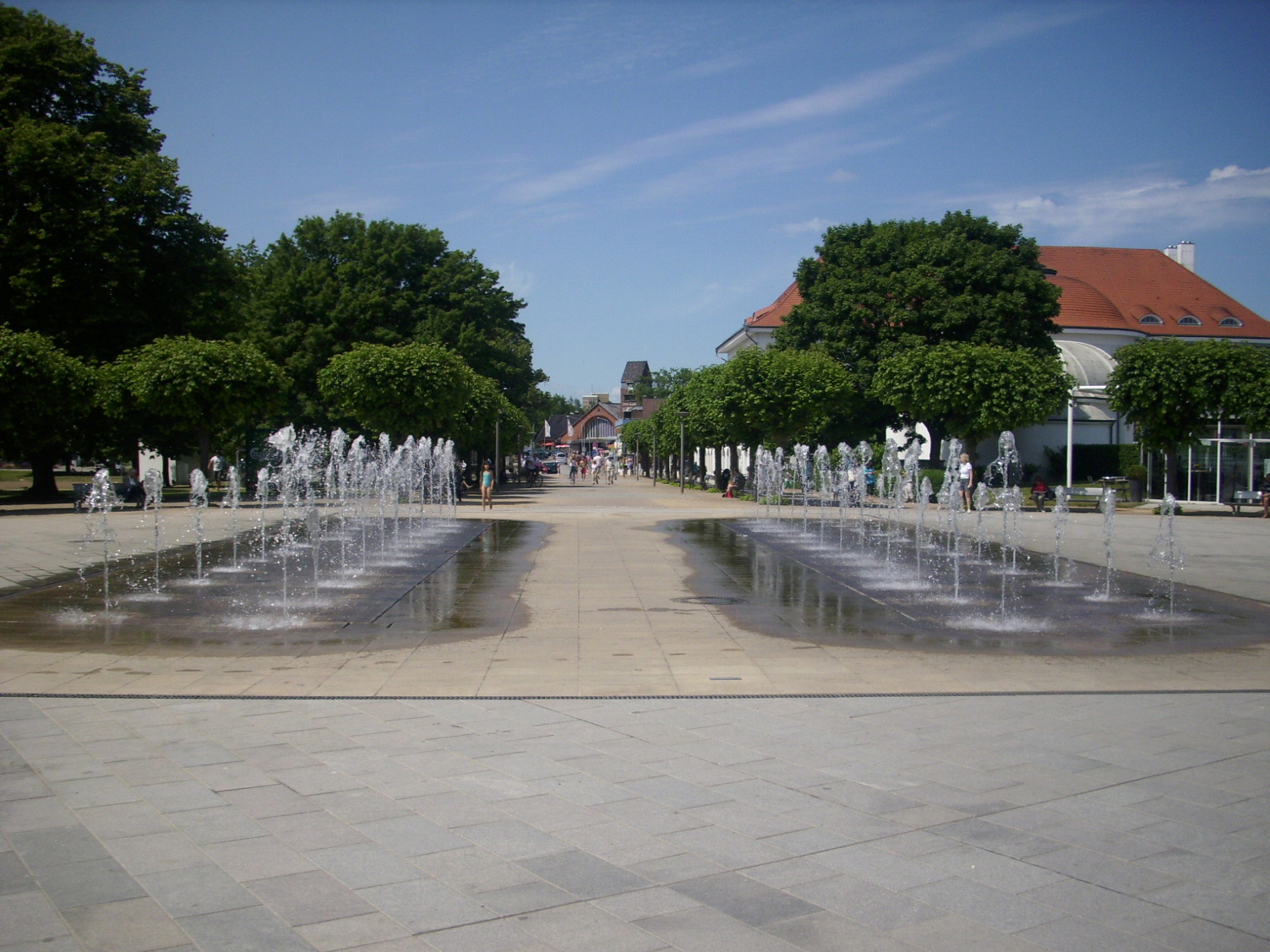
Le piccole fontane a 200 metri dalla stazione ferroviaria marcano l'inizio del lungomare.
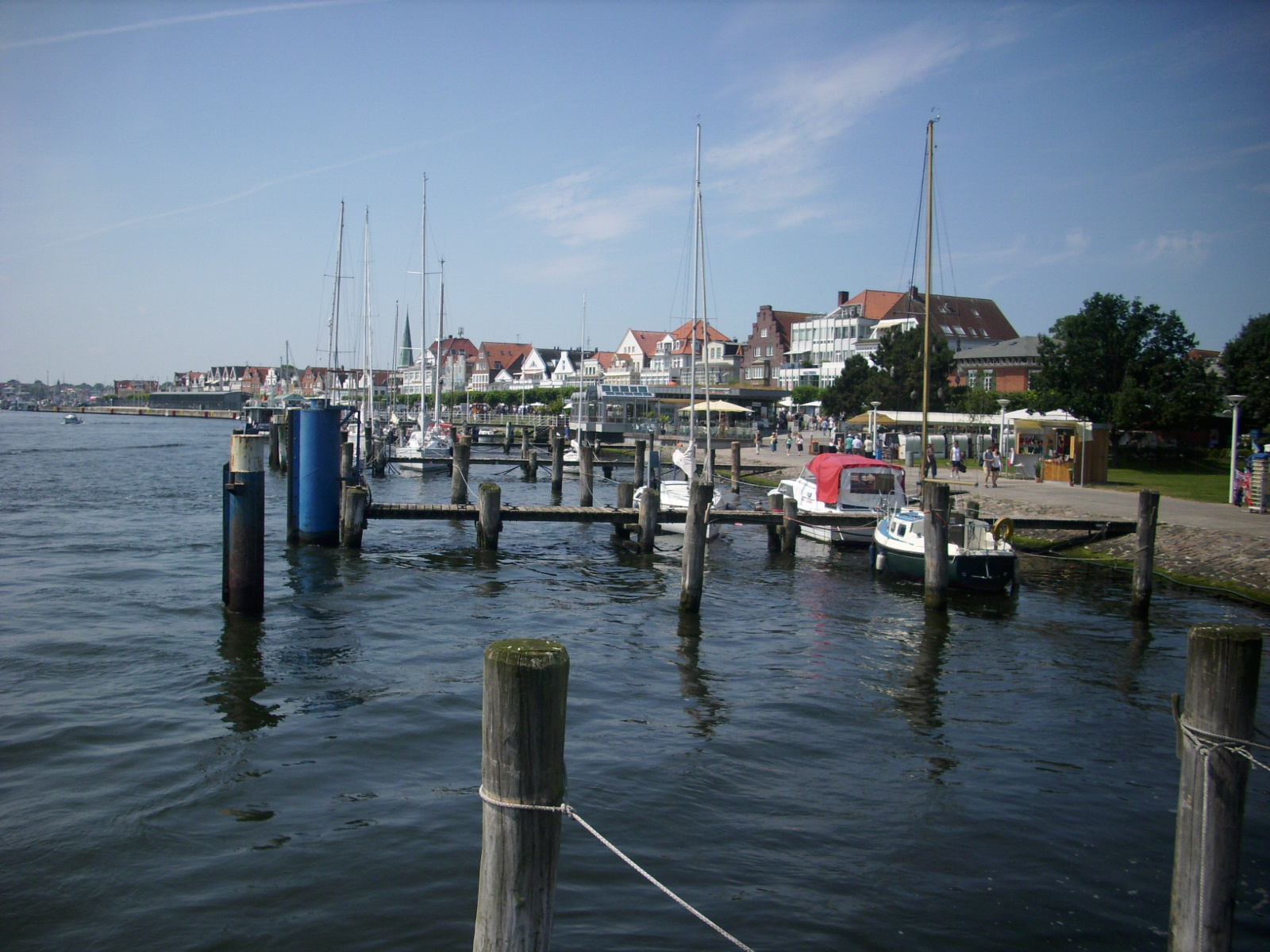
La città vista dal lungofiume.
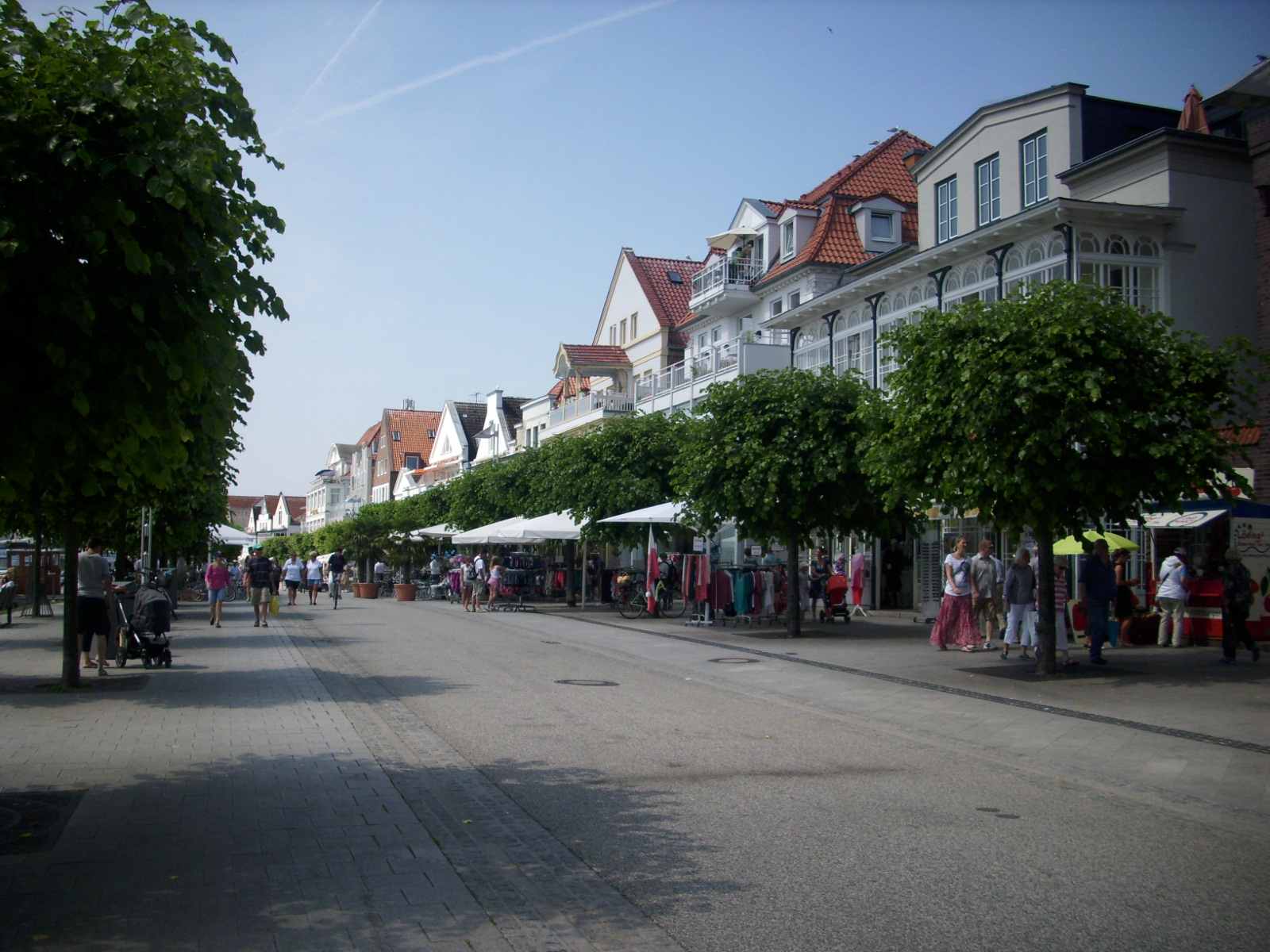
Vorderreihe, la via dello shopping.
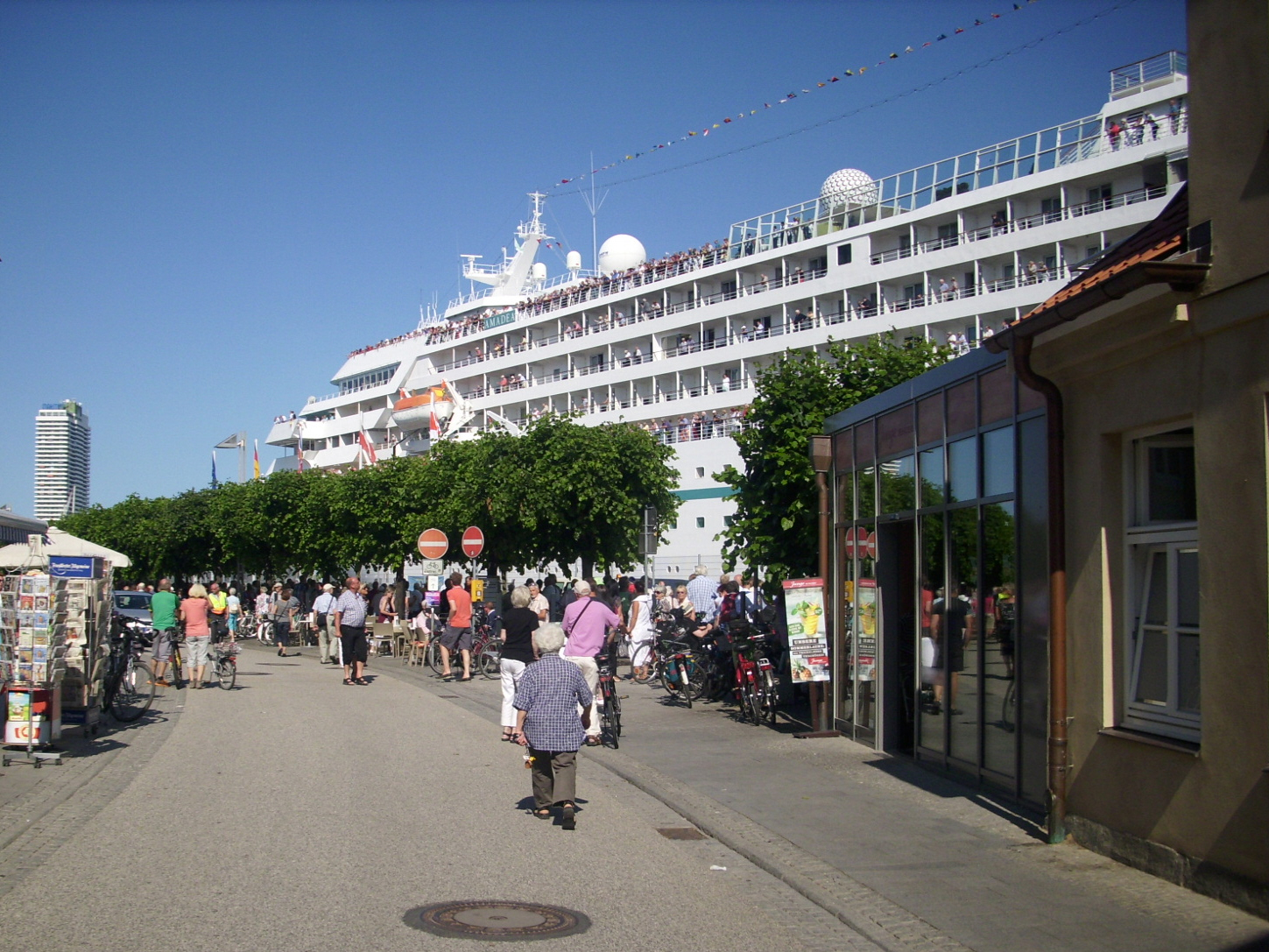
Nave da crociera all'imbarco Ostpreussenkai, accanto al lungofiume.
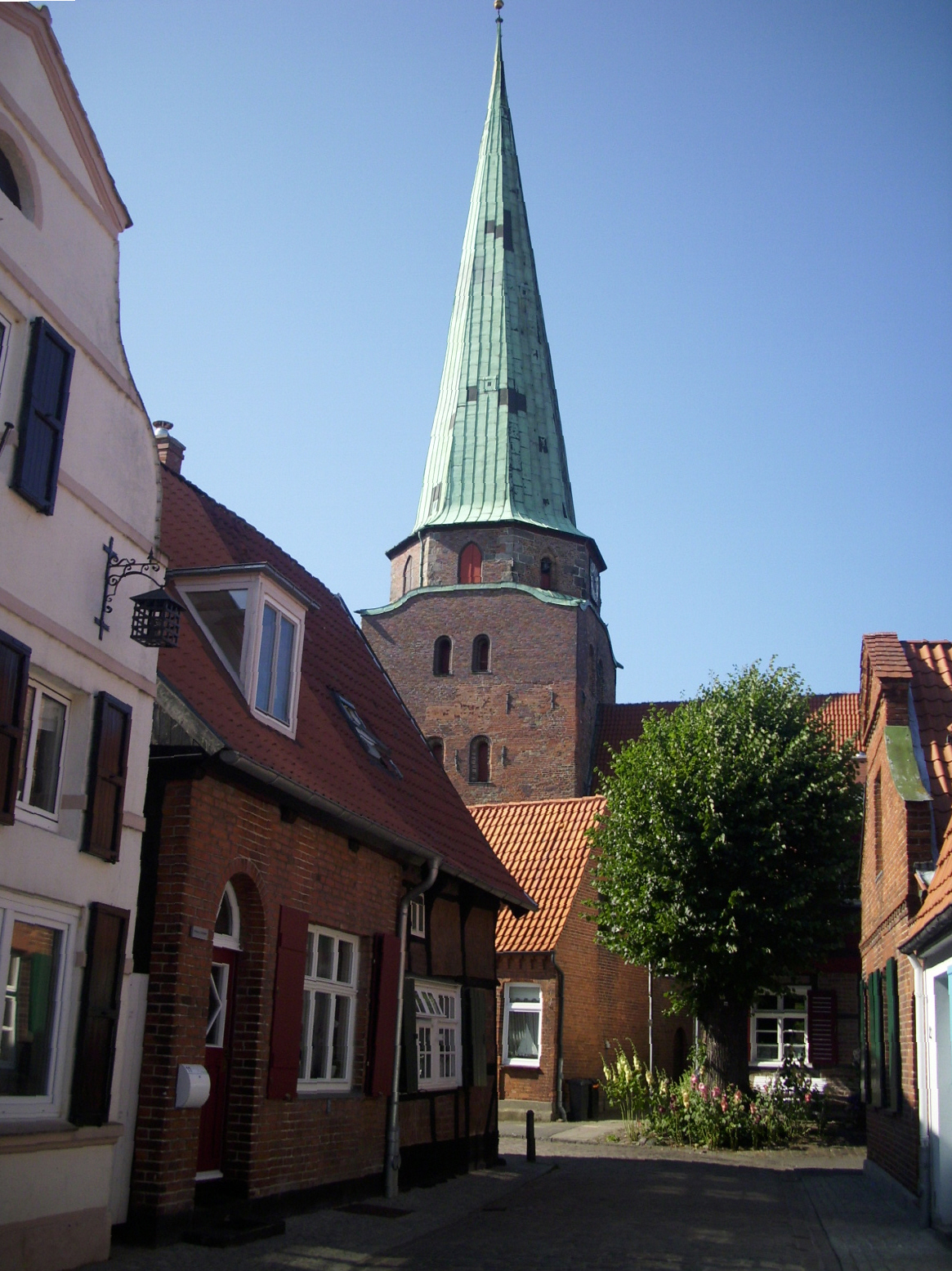
Vecchie case e la torre della Chiesa di San Lorenzo.
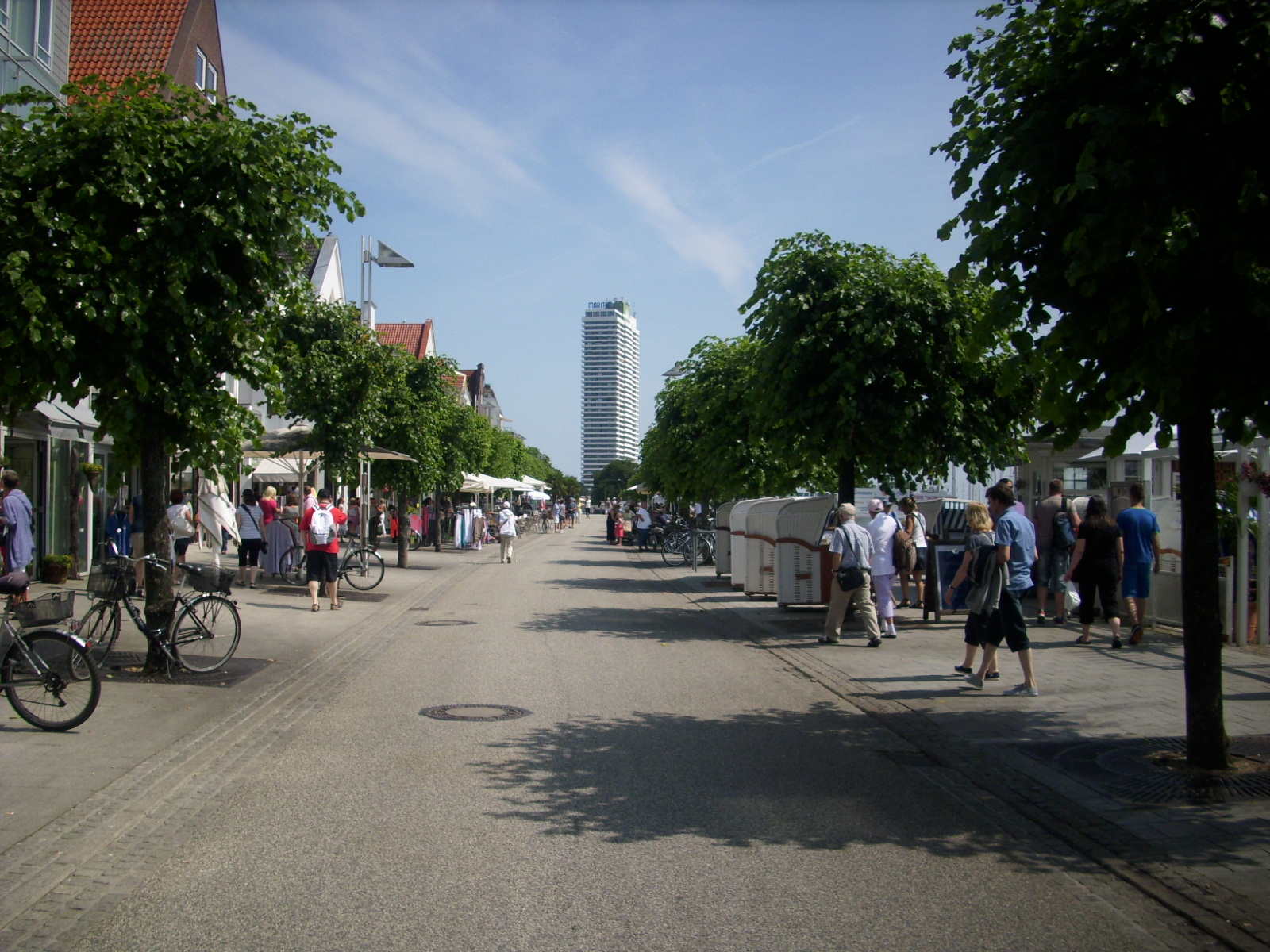
L'Albergo Maritim si trova nel punto di fuga della via Vorderreihe.
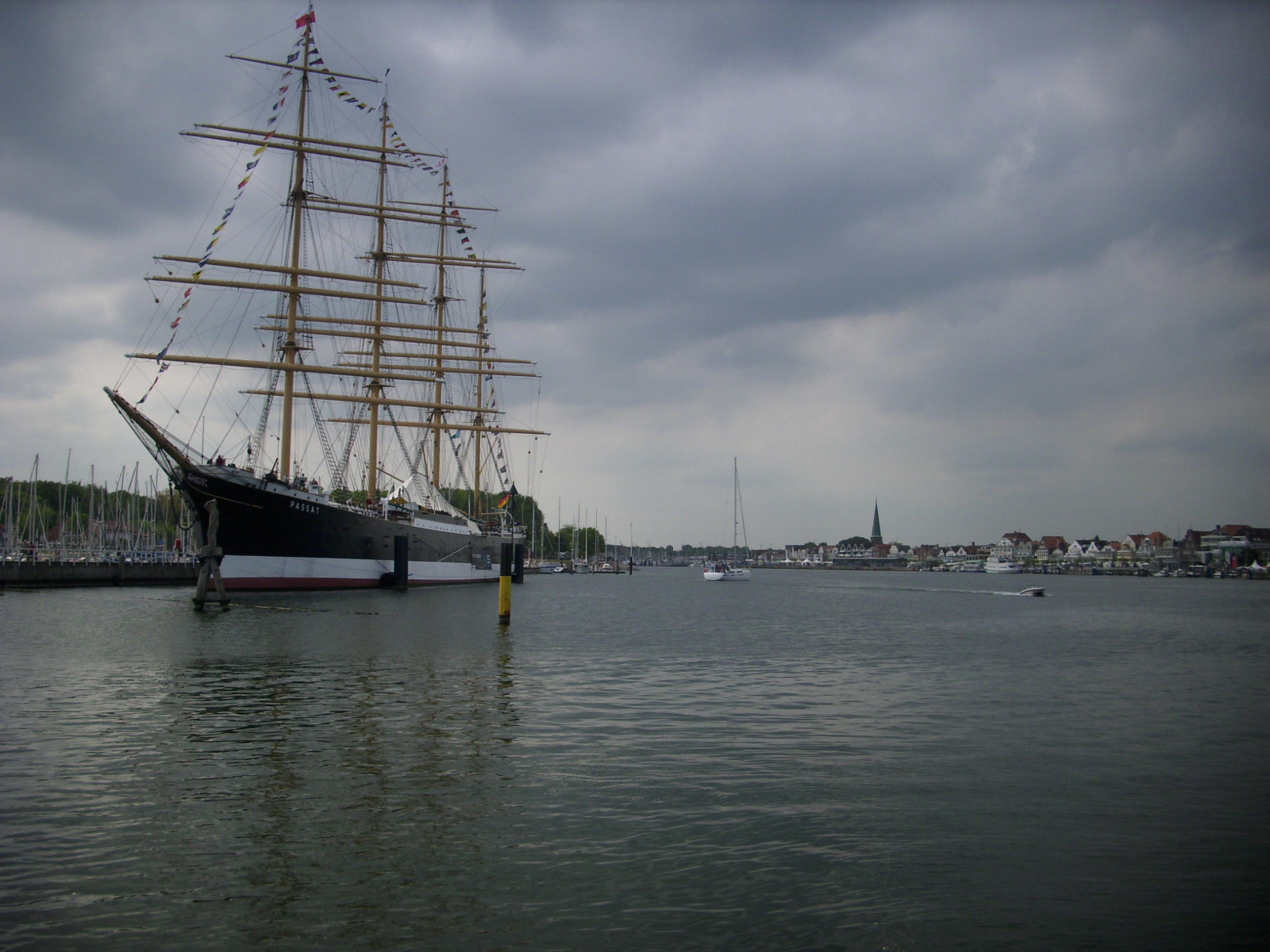
Il fiume Trave con il grande veliero Passat e la città nel fondo.